# Per me per sempre
Per me per sempre  (italienisch für ‚Für mich, für immer‘)  ist ein Lied von Eros Ramazzotti. Es wurde 2001 als Single von seinem achten Studioalbum Stilelibero veröffentlicht. Neben Ramazzotti waren Adelio Cogliati, Claudio Guidetti und Maurizio Fabrizio für Text und Komposition verantwortlich. 
In dem Lied beschreibt Ramazotti die Liebe zu einer ungenannten Frau zu dezenter Klaviermusik. Zu dem Zeitpunkt der Veröffentlichung war er mit Michelle Hunziker verheiratet. Die Ehe endete 2002 mit der Trennung des Paares. 2009 folgte die Scheidung. Ob das Lied sich auf Hunziker bezieht lässt der Künstler offen.

## Kritik
Für Jose F. Promis von Allmusic war Per me per sempre „atemberaubend schön“.

## Charts und Chartplatzierungen
| ChartsChartplatzierungen | Höchstplatzierung | Wochen |
| ------------------------ | ----------------- | ------ |
| Deutschland (GfK)        | 91 (3 Wo.)        | 3      |
| Schweiz (IFPI)           | 69 (3 Wo.)        | 3      |